# Eugene Chadbourne
Eugène Chadbourne est un compositeur, improvisateur, joueur de banjo et guitariste américain, né le 4 janvier 1954 à Mount Vernon dans l'État de New York et il contribue au fanzine Maximumrocknroll (MRR).

## Biographie
Mêlant pratique de l'improvisation, du jazz, influences rock sixties, goût pour le bruit et les branches les plus extrêmes du punk rock et de la musique bruitiste, et passion pour la musique country, Eugene Chadbourne se situe donc dans un registre décalé, mille-feuille d'influences. Son œuvre, composée au fil d'une discographie variée, comprend plusieurs centaines d'albums, déclinés sous forme de cassettes, de CD, de CDr, de disques vinyles, et souvent conditionnés dans des emballages recyclés, allant de la chaussette (récurrente) à divers collages cartonnés (contenant souvent des documents, des photos, des coupures de presse, des billets de train, et autres éléments chinés au gré de ses tournées).
Ses productions sont réparties entre une multitude de maisons de disques et ses propres labels (Parachute dans les années 1980, House of Chadula depuis les années 2000), Eugene Chadbourne est en activité depuis la fin des années 1970. Il a collaboré avec John Zorn, Fred Frith, Derek Bailey, Han Bennink, Lukas Simonis, Carla Bley Band, Paul Lovens, Toshinori Kondo, Kommissar Hjuler und Frau, Camper Van Beethoven, Jello Biafra, Turbonegro, They Might Be Giants, Sun City Girls, the Violent Femmes, Aki Takase, Walter Daniels, Kevin Blechdom, Biff Blumfumgagnge, Arnaud Le Gouëfflec, Zu and Jimmy Carl Black et a fait partie du groupe Shockabilly. Il est également l'inventeur du Rake, râteau à feuilles mortes amplifié.
Il a également produit dans les années 1970, un programme Radio au Canada sur Radio Radio 104.5 FM à Calgary (province canadienne de l'Alberta) et a collaboré à la base de données de AllMusic.

## Discographie non exhaustive
- 1975 - Volume One Solo Acoustic Guitar
- 1976 - Solo Acoustic Guitar Volume 2
- 1977 - Improvised Music From Acoustic Piano And Guitar (avec Casey Sokol)
- 1977 - Ghost Legends (avec Charles Tyler)
- 1978 - Vision-Ease
- 1978 - The English Channel
- 1979 - Don't Punk Out (avec Frank Lowe)
- 1979 - Now Return Us To Normal (avec Randy Hutton)
- 1979 - Possibilities Of The Colour Plastic (avec Toshinori Kondo)
- 1980 - In Memory of Nikki Arane (avec John Zorn)
- 1981 - Kitchen Concert
- 1983 - The President He Is Insane
- 1983 - Chicken on the Way
- 1985 - You Are in Bear Country
- 1985 - Country Protest
- 1985 - Dinosaur On The Way
- 1985 - Biker Music From Southeast Cambodia
- 1986 - Country Music of Southeastern Australia
- 1986 - 198666 EP
- 1986 - Corpses Of Foreign War
- 1987 - There'll Be No Tears Tonight
- 1987 - Kultural Terrorism
- 1987 - LSD Country And Western
- 1987 - Dear Eugene
- 1987 - Vermin of the Blues
- 1988 - The Eddie Chatterbox Double Trio Love Album
- 1988 - I've Been Everywhere
- 1989 - 69th Sinfunny
- 1990 - Country Music In The World Of Islam
- 1991 - Chad-Born Again
- 1992 - Chadbourne Baptist Church
- 1992 - Hot Burrito 2
- 1993 - Songs
- 1993 - Strings
- 1993 - Locked In A Dutch Coffee Shop (avec Jimmy Carl Black)
- 1996 - End to Slavery
- 1999 - Avec Lukas Simonis et the Insect and Western Party - Beauty and the Bloodsucker (CD) Leo Records
- 2011 : Stop Snoring
- 2011 : ECs
- 2011 : Zupa Dupa Kupa

## Sources
- Guillaume Belhomme, « Eugene Chadbourne : furieux, légendaire, en concert », Les Inrockuptibles,‎ 22 mars 2012 (lire en ligne, consulté le 22 mars 2012)